# Črnivec (przełęcz)
Črnivec (902 m n.p.m.) – przełęcz na dziale wodnym między Kamnišką Bistricą i Savinją.

## Geografia
Przełęcz leży między górskimi masywami Meninej planiny na wschodzie i Plešivca (1329 m n.p.m.) oraz Kranjskiej rebri (1435 m n.p.m.) na zachodzie, skąd ciągnie się do przełęczy Volovljek. Przez przełęcz Črnivec prowadzi droga, która łączy Kamnik z Gornjim Gradem. Przez nią kiedyś przechodziła granica krajowa między Krainą i Styrią. Obecnie przełęcz jest naturalną granicą między Górną Krainą i Styrią.
Črnivec jest punktem startowym szlaków górskich: schronisko na Meninej planinie (1453 m n.p.m.), Plešivec (1329 m n.p.m.), Kranjska reber (1435 m n.p.m.) i Veliki Rohatec (1557 m n.p.m.).
W godzinach popołudniowych 13 lipca 2008 Črnivec i okolicę dotknął orkan, który ogołocił dziesiątki hektarów lasu.

## II wojna światowa
W 1942 kamnicki batalion partyzancki zaatakował na Črnivcu niemiecki posterunek. W tej ważnej bitwie na początku ruchu oporu poległo 24 Niemców, 16 zaś wzięto do niewoli. Partyzanci przejęli dużo broni i amunicji, wrogich jeńców zaś po „moralnym kazaniu” wypuścili. Na przełęczy nad drogą, która zakręca do Doliny Zadrečkiej, stoi w związku z tym pomnik, gdzie jest napisane: 16.6.1942 w tym miejscu bojownicy batalionu kamnickiego zniszczyli jeden z pierwszych posterunków okupanta w Górnej Krainie i Styrii.

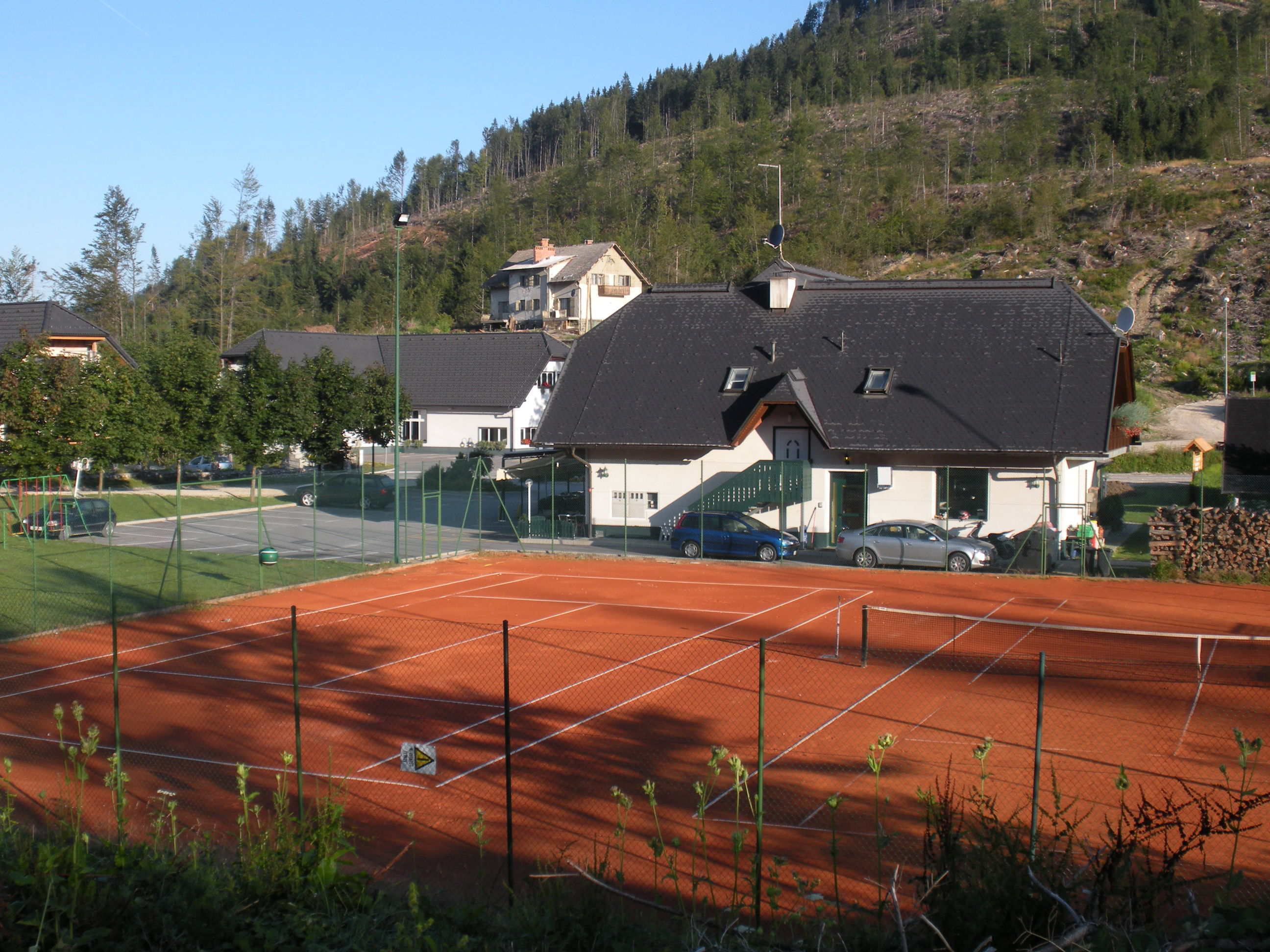
Infrastruktura turystyczna na przełęczy